# Ktyr junctus
Ktyr junctus là một loài ruồi trong họ Asilidae. Ktyr junctus được Becker miêu tả năm 1923. Loài này phân bố ở vùng Cổ Bắc giới.